# Nils Skragge
Niclas "Nils" Skragge, född 1738, död 14 januari 1787 i Uddevalla, var en svensk läkare. Han studerade vid Uppsala universitet och blev 1765 medicine doktor med en avhandling, som efter tidens sed skrivits av hans professor, Carl von Linné, Han nämns  sedan som "hofmedikus med lifmedici namn", det vill säga läkare vid hovet men inte för kungafamiljen. Åt  1773 blev han provinsialläkare för Filipstads distrikt och 1782 för Bohuslän.

## Nils Skragge som romangestalt
Nils Skragge förekommer i Agneta Pleijels roman från 2006, Drottningens chirurg, där han framställs som antagonist till huvudpersonen Herman Schützercrantz. I romanen beskrivs hur drottningens morian Faeton avlider efter feldiagnosticering av Skragge, vilket leder till en offentlig konflikt mellan honom och Schützercrantz. Skragge går i svaromål och kallar Schützercrantz debattinlägg för "Sällsynt missfoster" i sitt svarsinlägg Sällsynt missfoster öpnat af N. Skragge.